# Assalam F.C.
O Assalam Futebol Clube é uma agremiação timorense sediada Díli, capital do Timor-Leste. Disputa atualmente a divisão principal da Liga Futebol Timor-Leste, o campeonato nacional.

## História
O time foi fundado em 2008 e ao longo dos anos participou de diversos campeonatos nacionais. Em 2019, foi promovido para a nova Liga Futebol, e passou a fazer parte da primeira divisão timorense. 
Sua maior conquista foi o título do Campeonato Timorense de Futebol - Segunda Divisão de 2018. Foi também vice-campeão da Copa 12 de Novembro, a taça nacional, em 2016 e 2018, e semifinalista na edição de 2019.

## Campeonatos
- Campeonato Timorense de Futebol - Segunda Divisão de 2015-16: 2º lugar (Grupo B)
- Campeonato Timorense de Futebol - Segunda Divisão de 2017: 2º lugar (Grupo B)
- Campeonato Timorense de Futebol - Segunda Divisão de 2018: Campeão (P)
- Campeonato Timorense de Futebol de 2019: 6º lugar
- Campeonato Timorense de Futebol de 2020-21: 5º lugar
- Campeonato Timorense de Futebol de 2022-23: 5º lugar